# La Maison des Houches

La Maison des Houches est un roman de Gilbert Bordes publié en 2010.

## Résumé
Au pied du Mont Blanc, vers 2010, les enfants de Lucien, 70 ans, le placent en maison de retraite contre son gré. Il s'échappe de nuit et rentre chez lui après avoir marché dans un étang où on le déclare noyé. Sa petite fille Sophie, droguée, vient chez lui pour prendre de l'argent comme elle l'a déjà fait, et le découvre, stupéfiée. Il veut aller cueillir un dernier edelweiss mais il ne peut pas la laisser repartir et menace de la dénoncer. Il la traine avec lui. Les secours les retrouvent à mi-pente. Ses enfants le laissent rentrer chez lui. Sophie va chercher un edelweiss avec Bernard, jeune guide. Elle l'offre à Lucien et dit qu'elle veut rester avec Bernard.